# British Home Championship 1903
British Home Championship 1903 – dwudziesta edycja turnieju piłki nożnej między reprezentacjami z Wielkiej Brytanii. Tytułu broniła Szkocja, jednak musiała podzielić się nim z Anglią oraz Irlandią. Królem strzelców turnieju został Anglik Vivian Woodward, który strzelił 4 gole.

## Turniej
| 24 lutego 1903 | Anglia · Woodward 19' 52' · Sharp 63' · Davis 87' | 4 : 0(1 : 0)Raport | Irlandia | Molineux, Wolverhampton Widzów: 24 240 Sędzia: William Nunnerley |
|                |                                                   |                    |          |                                                                  |

| 2 marca 1903 | Anglia · Bache 12' · Woodward 78' | 2 : 1(1 : 1)Raport | Walia · Watkins | Fratton Park, Portsmouth Widzów: 5 000 Sędzia: Thomas Robertson |
|              |                                   |                    |                 |                                                                 |

| 9 marca 1903 | Walia | 0 : 1 | Szkocja · Speedie | Arms Park, Cardiff |
|              |       |       |                   |                    |

| 21 marca 1903 | Szkocja | 0 : 2 | Irlandia · Connor · Kirwan | Celtic Park, Glasgow |
|               |         |       |                            |                      |

| 28 marca 1903 | Irlandia · Goodall · Sheridan | 2 : 0 | Walia | Solitude Ground, Belfast |
|               |                               |       |       |                          |

| 4 kwietnia 1903 | Anglia · Woodward 10' | 1 : 2(1 : 0)Raport | Szkocja · Speedie 57' · Walker 59' | Bramall Lane, Sheffield Widzów: 32 000 Sędzia: William Nunnerley |
|                 |                       |                    |                                    |                                                                  |

## Tabela
| Msc. | Zespół   | M | W | R | P | Pkt+ | Pkt- | Pkt |
| ---- | -------- | - | - | - | - | ---- | ---- | --- |
| 1    | Anglia   | 3 | 2 | 0 | 1 | 7    | 3    | 4   |
| 1    | Irlandia | 3 | 2 | 0 | 1 | 4    | 4    | 4   |
| 1    | Szkocja  | 3 | 2 | 0 | 1 | 3    | 3    | 4   |
| 4    | Walia    | 3 | 0 | 0 | 3 | 1    | 5    | 0   |

## Strzelcy
4 gole
- Vivian Woodward

2 gole
- Finlay Speedie

1 gol
- Jack Sharp
- Harry Davis
- Joe Bache
- Walter Watkins
- Joe Connor
- Jack Kirwan
- Archie Goodall
- James Sheridan
- Bobby Walker